# پاسکال مارتینوت-لاگارد
پاسکال مارتینوت-لاگارد (انگلیسی: Pascal Martinot-Lagarde؛ زادهٔ ۲۲ سپتامبر ۱۹۹۱) ورزشکار دو و میدانی اهل فرانسه است.